# La Vie à tout prix : des camps de la mort aux gourbis des Aurès
La Vie à tout prix : des camps de la mort aux gourbis des Aurès est un roman de Liliane Amri née Bernardini (1939-2012),,, publié en 1999.

## Publication et résumé
- Liliane Amri, La vie à tout prix : des camps de la mort aux gourbis des Aurès, Paris, Presses de la Renaissance, 1999, 195 p. (ISBN 9782856167106, OCLC 406918138, BNF 37178307, présentation en ligne).